# 교황 루치오 1세
교황 루치오 1세(라틴어: Lucius I, 이탈리아어: Lucio I)는 제22대 교황(재위: 253년 6월 25일 - 254년 3월 5일)이다.
사후 시성되었으며, 축일은 3월 4일이다.
루치오 1세는 로마 태생으로 생년월일은 불명이다. 그의 가족에 대해서도 그의 아버지 이름이 포르피리아누스(Porphyrianus)라는 것 외에는 알려진 바가 전혀 없다. 데키우스 황제 치하의 기독교 박해 기간 중에 교황 고르넬리오가 체포되어 로마에서 추방당하자 후임자로 루치오 1세가 선출되었다. 루치오 1세 역시 그의 전임자와 마찬가지로 로마 주교 착좌식 이후 바로 축출당하였지만, 발레리아누스 황제로부터 로마로 돌아와도 좋다는 허락을 받았다.
루치오 1세는 데키우스 황제 치하에서 일어난 기독교 박해 당시 배교한 신자들 중에 회개한 이들을 다시 교회 안에 받아들이는 것을 거부한 노바시아노주의자들을 비난하고, 전임 교황의 관대한 정책을 고수하였다. 치프리아노는 이에 대해 서신을 보내 루치오 1세에 대하여 ‘가장 친애하는 형제이자 존경하는 증거자’라고 칭하며 찬사를 보냈다.
루치오 1세는 로마에 귀환한 후 몇달 만에 선종하였다. 그의 축일은 3월 4일이며, 《로마 순교록》에는 다음과 같은 기록이 남아 있다. “로마의 아피아 가도에 있는 갈리스토 묘지에는 성 고르넬리오의 후임자인 성 루치오 교황의 무덤이 있다. 그리스도에 대한 믿음을 위해 그는 추방의 고통을 겪었으며, 어려운 상황 속에서도 깊은 신앙심과 뛰어난 분별력과 강한 절제심을 지녀 사목 활동을 훌륭하게 수행하였다.”
성 루치오 1세 기념일은 교황 비오 5세 당시 개정된 초창기 전통 전례력에는 포함되어 있지 않았지만, 1602년에 로마 전례를 거행하는 곳 어디에서나 기념할 수 있도록 3월 4일로 지정되었다. 1621년에는 성 가시미로 기념일이 성 루치오 1세 기념일과 같은 날로 지정됨으로써, 성 루치오 1세 기념일은 성 가시미로 기념일과 공동 기념일 개념으로 축소되었다. 1969년까지 이대로 유지되다가, 《로마 순교록》에 나와 있는 성 루치오 1세의 사망일로 기념일 날짜가 바뀌었다. 또한, 성 루치오 1세가 순교했다는 명확한 근거가 없기 때문에 ‘순교자’라는 칭호도 전례력에서 사라지게 되었다.
《교황 연대표》에는 루치오 1세가 순교했다고 기록되어 있지만, 이는 사실이 아니다. 이 책에는 그가 발레리아누스 황제의 박해 때 순교했다고 기록되어 있지만, 실제로는 루치오 1세가 선종한 254년 3월 이후에 박해가 시작되었다.

## 무덤
성 루치오 1세의 묘비는 갈리스토 카타콤바에 아직까지도 보존되어 있다. 그의 유해는 나중에 산타 체칠리아 인 트라스테베레 성당으로 옮겨져 성녀 체칠리아 등의 성인들의 유해와 함께 안치되었다. 머리 유해는 덴마크 코펜하겐에 있는 성 안스가 대성당의 성해함에 안치되었다. 이 유해는 성 루치오 1세가 덴마크 질란드의 수호성인으로 지정되면서 1100년경 로스킬레로 옮겨졌다. 전설에 의하면, 당시 이 지역에는 악마들이 활개를 치고 있었는데 이들이 성 루치오 1세의 머리 유해 외에는 아무것돟 두려워하지 않는다고 이야기함에 따라, 덴마크로 가져와 평화가 찾아왔다고 전해진다. 종교 분열 이후 성 루치오 1세의 머리 유해는 코펜하겐에 있는 프레데리크 3세의 전시실로 옮겨졌다. 그곳에서 한 여성이 28년간 태중에 지녔던 석화된 태아를 비롯하여 왕의 각종 기괴한 소집품들과 함께 전시되었다가 코펜하겐 국립 미술관으로 다시 옮겨졌다. 성 루치오 1세의 머리 유해는 덴마크의 종교 분열 이후로도 보존된 몇 안되는 성유해 가운데 하나이다.

## 같이 보기
- 교황 목록